# Seznam nemških geologov
Seznam nemških geologov.

## A
- Otto Wilhelm Hermann von Abich

## B
- Serge von Bubnoff (1888-1957)
- Christian Leopold von Buch

## C
- (Ernst Florens Friedrich Chladni)
- Bernhard von Cotta

## E
- Christian Gottfried Ehrenberg

## F
- Georg Christian Füchsel

## G
- Alexander Gerst (geofizik, vulkanolog in astronavt)

## H
- Julius von Haast
- Hans Havemann (1887-1985)
- Ferdinand von Hochstetter
- Karl Ernst Adolf von Hoff
- Johann Baptist Homann

## J
- Franz Wilhelm Junghuhn

## L
- Karl Christian von Langsdorf
- Gustav Karl Laube
- Karl August Lossen

## M
- Karl Martin
- Friedrich Mohs

## P
- Albrecht Penck
- Carl Ferdinand Peters

## R
- Karl-Heinz Rädler (1935–2020) (geofizik)

## W
- Alfred Lothar Wegener
- Abraham Gottlob Werner